# Margaret Jay, Baronesa Jay de Paddington
Margaret Ann Jay, Baronesa Jay de Paddington, PC (nascida Margaret Ann Callaghan; 18 de novembro de 1939) é uma política do Partido Trabalhista e ex-produtora e apresentadora da BBC.

## Biografia
Margaret era filha do ex-Primeiro-Ministro James Callaghan, e de sua esposa Audrey Callaghan. Ela foi educada no Blackheath High School, Blackheath e em Somerville College, Oxford.

## Carreira política
Em 29 de julho 1992, Margaret recebeu o título vitalício de Baronesa Jay de Paddington, de Paddington, na Cidade de Westminster, e conseguiu um lugar na Câmara dos Lordes. Em associação com a loja sindicato dos trabalhadores, ela liderou a oposição à liberalização do horário de negociação de domingo.
Aposentou-se da política ativa em 2001. Entre várias funções não executivas que assumiu desde que se aposentou da política, ela era uma diretora não-executivo da BT Group.

## Vida pessoal
Em 1961, ela casou com o jornalista Peter Jay, ele próprio um filho de pais políticos: Douglas Jay (mais tarde Barão Jay), Presidente do Board of Trade e Margaret Peggy Jay, membro do Conselho da Grande Londres.
Peter Jay, em seguida, teve um caso com a babá, pai de uma criança no processo (que inicialmente negou a paternidade). Os Jays se divorciaram em 1986 após 25 anos de casamento, e ela viveu por um tempo com Robert Neild, um economista.
Em 1994, casou-se com o especialista em AIDS Michael Adler, que tinha sido presidente da National AIDS Trust. Ela manteve seu sobrenome de seu primeiro casamento. Ela tem três filhos: Tamsin, Alice e Patrick.